# Dopagem eletrônica
Dopagem eletrônica ou simplemente dopagem, quando não houver possibilidade de confusão ou pelo uso no domínio específico ou restrito da eletrônica de semicondutores, é a adição de impurezas químicas elementares (usualmente índio ou fósforo) em elemento químico semicondutor puro (ou o germânio ou o silício, notadamente este último, na era atual), com a finalidade de dotá-los de propriedades de semicondução controlada específica (presença majoritária de portadores de carga ou tipo P, as lacunas, ou tipo N, os elétrons, respectivamente para as adições de índio e de fósforo), para aplicação em dispositivos eletrônicos elementares de circuitos.

## História
A dopagem de semicondutores foi desenvolvida originalmente por John Robert Woodyard, durante a Segunda Guerra Mundial. Seu deslocamento para a área de radares impediu Woodyard de prosseguir na pesquisa de dopagem de semicondutores. Entretanto, após o fim da guerra, sua patente foi objeto de extenso litígio com Sperry Rand. Um trabalho relacionado ao de Woodyard foi desenvolvido nos Laboratórios Bell por Gordon K. Teal e Morgan Sparks.

## Semicondutor intrínseco
Um cristal de material semicondutor que contenha não-intencionalmente não mais que apenas um átomo de elemento químico estranho (qualquer que seja) para cada um bilhão de átomos do material em foco, é dito semicondutor intrínseco, para caracterizar que as suas propriedades físico-químicas são, em essência (ou "intrinseca", propriamente) as do semicondutor. Note-se que o teor relativo de impurezas — ou a razão de impureza — para o cristal intrínseco é expresso por 1:109 ou, como também se usa dizer, 1 ppb (uma parte por bilhão).
Essa presença — diga-se — apenas acidental de teor tão insignificante (1 ppb) não é suficiente para interferir na estabilidade tetracovalente do material semicondutor base (germânio ou silício, usualmente), vale dizer, no processo de manutenção das quebras ou rupturas de ligações (gerando elétrons e buracos aos pares), e consequentemente, na constância da recombinação de pares. O cristal permanece, pois, estável.
Contudo, deve ficar suficientemente claro que intrínseco não é o mesmo que quimicamente puro, vez que, para esta espécie o teor de impurezas não é virtualmente, senão realmente nulo, ausente qualquer traço ou vestígio de elemento estranho. Essa consideração, contudo, tem importância apenas em pesquisas dedicadas ultra-refinadas.

## Semicondutor dopado
Em contraste, o cristal de semicondutor que contenha intencionalmente cerca de um átomo de elemento químico desejado (não qualquer elemento) para cada um milhão de átomos do material em foco, é dito semicondutor dopado, para assim caracterizar que as suas propriedades físico-químicas já não são mais, em essência (ou "intrinseca", propriamente) as do semicondutor e, sim, ditadas pela presença do (ou dos, pois às vezes se utilizam dois ou mais agregados) dopante(s). Note-se que o teor relativo de impurezas — ou a razão de impureza — para o cristal dopado é expresso por 1:106 ou, como também se usa dizer, 1 ppm (uma parte por milhão).
Assim, semicondutores dopados para controle exibem cerca de mil vezes mais "impurezas" que os semicondutores intrínsecos.
Dopados, pois, em teores na faixa citada (cerca de 1 ppm), dizem-se semicondutores extrínsecos. Quando o nível de dopagem (ou de impurezas) é significativamente mais elevado, eventualmente descontrolado, dizem-se semicondutores degenerados.

## Aceitadoras e doadoras
Como impurezas químicas elementares aceitadoras eletrônicas figuram boro, alumínio, gálio, índio e tálio, com uso mais frequente do índio (todos trivalentes), permitindo, portanto, a constituição de cristais semicondutores controlados tipo P. Como impurezas químicas elementares doadoras eletrônicas comparecem fósforo, arsênio, antimônio e bismuto, com uso mais frequente do fósforo (todos pentavalentes), permitindo, assim, a constituição de cristais semicondutores controlados tipo N.
Cristais semicondutores dopados do tipo P apresentam lacunas como portadores majoritários de carga elétrica (elétrons sendo minoritários). Já o contrário ocorre com os cristais semicondutores dopados do tipo N, que apresentam elétrons como portadores majoritários de carga elétrica (sendo as lacunas os minoritários). Isso faz toda a diferença de comportamento entre os dois tipos de cristais dopados e é precisamente do "casamento", conotativamente, de ambos os tipos em várias modalidades que nasce a Eletrônica semicondutora em toda a sua pujança.